# 莱谢克·斯沃尔诺夫斯基
莱谢克·斯沃尔诺夫斯基（波蘭語：Leszek Swornowski，1955年3月28日—），波兰男子击剑运动员。他曾代表波兰参加1976年和1980年夏季奥林匹克运动会击剑比赛，其中1980年奥运会获得一枚银牌。